# 보구녀관
보구녀관(普救女館)은 한국 최초의 근대식 여성병원으로 이화여자대학교 의과대학과 이화여자대학교 의료원의 전신이다.

## 설립
보구녀관(普救女館)은 미국 감리교 여성해외선교회(Women’s Foreign Missionary Society of Methodist Episcopal Church), WFMS)의 후원으로 조선에 파송된 선교사 메리 스크랜튼(Mary F. Scranton, 1832~1909) 여사가 설립한 한국 최초의 근대식 여성병원이다. 1886년 한국 최초의 여학교인 이화학당을 세운 스크랜튼 여사는 남의사에게 직접 진료받기를 꺼려하였던 당시 여성들에게 의료를 제공하고자 학당 근처에 보구녀관을 설립하였다. 설립일은 초대 원장 메타 하워드(Meta Howard, 1862~1930) 여의사가 진료를 시작한 날을 기점으로 한 1887년 10월 31일이다. 10월 31일은 현재까지도 이화여자대학교 의료원의 설립일로 기념한다.

## 위치와 구조
현재 정동제일교회 100주년기념 예배당이 자리한 정동 33번지였던 것으로 추정된다. 33번지로 통합되기 이전에는 정동 32-1번지였는데, 정동 32번지 일대는 감리교 여성해외선교회가 스크랜튼 여사를 통해 구입한 부지였다. 스크랜튼 여사는 이 부지의 초가집 21채를 헐어 이화학당 건물을 짓고 바로 옆 34번지에는 스크랜튼 여사의 아들 스크랜튼 의사가 시병원(施病院)을 세웠다. 스크랜튼 여사는 시병원과 바로 인접한 곳에 한옥 한 채를 매입 후 개조하여 보구녀관 건물로 활용하였는데, 보구녀관은 전통 한옥의 사랑채를 개조한 형태로서 대기실, 진료실, 수술실, 약제실 등으로 구성되었고 원장이 바뀌어도 이 구조를 계속 유지하였다.

## 명칭과 표기
현대에 이르러 많은 사례에서 보구녀관을 '보구여관', '保救女館'으로 표기하는 경우가 많다. 그러나 이는 오기이며, 역사적인 맥락을 짚어볼 때 보구녀관(普救女館)으로 표기하여야 맞다.
‘보구녀관’이라는 명칭은 1888년 12월 스크랜튼 여사의 요청으로 당시 통리교섭통상사무아문에서 ‘善女普救院’이라는 편호를 내려준 데 기인하였다. ‘선녀보구원’은 이윽고 유사한 의미인 ‘普救女館’이 되었으며 영어로는 “House for Many Sick Women”, 음차로 “Po Goo Nyo Goan”이라 불렀다. 普救女(널리 여성을 구하는)+館(집)의 조어방식이므로 '여관'이라는 표기는 틀리며 이미 영어 발음상 'Nyo Goan'였음을 분명히 알 수 있다.
한편 ‘보구여관(保救女館)’이라는 표기는 『동아일보』 1926년 10월 17일자 기사 「삼대 여성이 본 문화반세기」에 처음 등장하였다. 영어 음차표기, 普救女(널리 여성을 구하는)+館(집)의 조어방식, 그 이전의 각종 사료에서 모두 ‘보구녀관(普救女館)’으로 표기하였던 사실들로 미루어볼 때 이는 한글과 한자 모두 오기한 것으로 여겨진다.
이화여자대학교 이화뉴스를 통해 이대서울병원 준공과 보구녀관 복원 소식을 전할 때에도 해당 복원물의 명칭을 '보구녀관'으로 명확히 밝히고 있다.

## 진료
여성병원인 만큼 환자는 대부분 여성이었고 때로 어머니가 데려온 어린이도 있었다. 진료비는 기본적으로 무료이나 여유가 있는 이들에게는 약값을 청구하였다. 입원환자 중 1/4은 약값 외에도 입원 중 먹을 식량을 가지고 왔으며 간병할 가족을 대동하기도 하였다. 진료 시작 후 첫 10개월 동안 하워드 의사는 1,127건의 증례를 보았고 다음 열 달 동안에는 1,423건의 증례를 보았다. 즉 주말을 제외하면 하루 6~7명의 환자를 진료한 셈이고 왕진 등 여러 일을 해야 했던 의사 한 명에게는 상당히 많은 업무량이었다. 결국 그녀는 과로로 건강을 해쳐 2년 만에 귀국하고 후임으로 1890년 10월 로제타 셔우드 홀(Rosetta Sherwood Hall, 1865~1951) 여의사가 내한하였다. 로제타 홀 의사도 거의 하루에 열 명 가량의 환자들을 돌보는 등 과다한 업무를 소화해냈다.

## 의료선교 및 의학교육
한편 환자 진료뿐만 아니라 의료선교 및 의학교육활동도 함께 전개하였다. 보구녀관에서는 매일 예배와 성경공부 시간을 두어 환자와 보호자들에게 기독교를 전파하고자 했다. 또한 로제타 홀은 의학교육에 큰 관심을 가지고 있었다. 그녀는 김점동을 포함하여 이화학당 학생들 중 5명을 선발해서 “의료보조훈련반(Medical Training Class)”를 조직하고 의학 과목을 가르쳤다. 김점동(결혼 후 박에스더, 1876~1910)은 로제타 홀과 함께 미국 유학을 떠나 한국 최초의 여의사가 되었다.

## 변화와 통합
1893년 3월 중순 볼드윈 부인(Lucinda B. Baldwin)의 기부금으로 동대문에 볼드윈진료소가 설립되어 정식 진료를 시작하였다. 이로써 미국 감리교 여성해외선교회는 서울에서 2개의 진료소, 즉 보구녀관과 볼드윈진료소를 운영하게 되었다. 릴리안 해리스 의사가 한국에 도착하면서 볼드윈진료소도 본격적으로 운영되기 시작하였고, 입원 병실의 부족을 절감하면서 새로운 병원 건물 건립에 대한 요구가 거세졌다. 이에 응하여 1908년부터 공사에 착공하였고 1912년 새 병원 건물이 준공되면서 볼드윈진료소는 ‘릴리안 해리스 기념병원(동대문 부인병원)’으로 변모하였고, 정동의 보구녀관은 동대문 부인병원과 합병되었다.
보구녀관의 마지막 담당 의사인 힐만이 1914년에 귀국한 후 영문 잡지나 한국 사료에서 보구녀관의 존속은 확인되지 않는다. 건물은 이후 이화학당 건물로 이용되다가 1921년 이를 헐고 그 자리에 에드가 후퍼 기념 유치원(이화유치원)이 건립되었다. 1958년 이화유치원이 신촌으로 이전하면서 이 건물을 젠슨 부인(M.K. Jensen, 1904~1998)이 매입하여 정동교회에 기부하였으며, 정동교회에서는 1960년에 이 건물을 헐고 젠슨 기념관을 새로 세워 정동교회의 부속 건물로 사용하였다. 1979년 정동제일교회의 ‘100주년 기념 예배당’ 건립과 함께 이 건물도 철거되었다.

## 역대 보구녀관 담당 의사
| 근무기간                                    | 담당 의사                                           | 성별 |
| 1887.10.31. - 1889.가을                     | 메타 하워드(Meta Howard)                            | 여성 |
| 1889.가을 – 1890.10.14.                     | 스크랜튼, 맥길(Scranton, McGill)                    | 남성 |
| 1890.10.15. - 1894.4. 1897.11.16. - 1898.4. | 로제타 셔우드 홀 (Rosetta Sherwood→Rosetta S. Hall) | 여성 |
| 1893.3.31. - 1900.6.                        | 메리 커틀러(Mary M. Cutler)                         | 여성 |
| 1897.1.16. - 1898.5.                        | 릴리안 해리스(Lillian A. Harris)                    | 여성 |
| 1899.9. - 1901.4.                           | 엠마 언스버거(Emma Ernsberger)                      | 여성 |
| 1901.5. – 1903.3.20.                        | 박에스더                                            | 여성 |
| 1903.3.21. - 1912.3.                        | 메리 커틀러(Mary M. Cutler)                         | 여성 |
| 1912.3. - 1913.후반                         | 아만다 힐만(Amanda F. Hillman)                      | 여성 |